# قصر كلارنس
قصر كلارنس (بالإنجليزية: Clarence House) هو المقر الرسمي لإقامة الملك تشارلز الثالث حين كان أميرًا لويلز. يقع القصر في مدينة وستمنستر في وسط لندن، ويعود تاريخ بنائه إلى أعوام 1825-1827.